# История славянобългарска
„История славянобългарска“ (оригинално заглавие: Исторїѧ славѣноболгарскаѧ ѡ народѣ и ѡ цареи и ѡ стыхъ болгарскихъ и ѡ въсехъ деѧнїа ї битїа болгарскаѧ) е първото възрожденско произведение на българската историография, написано от Паисий Хилендарски в Хилендарския манастир и Зографския манастир в периода 1760 – 1762 г. Нейният пръв препис е дело на Софроний Врачански (1765). Приема се символично за начало на Българското възраждане.

## За идеята и влиянието на Паисиевата творба
Творбата на светогорския монах Паисий е сочена като важен подтик за формирането на българското национално самосъзнание.
За целите на администрирането, в Османската империя етноними не се употребявали. Източноправославният рум миллет бил под върховенството на фанариотите от Цариградска патриаршия. Като част от религиозната общност на този миллет, българите започнали, особено в градовете, да се гърчеят.

## Структура и особености на творбата
Структурно Историята се състои от няколко части – 2 предговора, няколко глави, в които се излагат различни исторически събития, глава за славянските учители, глава за българските светци и послесловие.

### Първо предисловие
„Ползата от историята“ (Полза истории) представлява препис от чужда история. В тази част се обръща внимание на „любомъдрия“ читател. Историята се определя като извор на знания и надежда.

### Второ предисловие
„Към ония, които желаят да прочетат и чуят написаното в тая история“ (К хотещин читати) е втората част, която е самостоятелно творение на Паисий. В него той се обръща към целия български род, като критикува чуждопоклонниците и хвали родолюбците. Сравнява българи и гърци и изтъква достойнствата на простия чистосърдечен наш народ, правейки аналогия с библейските апостоли.

### Същинска част
Представлява компилация от трудове на различни историци като „Славянското царство“ на Мавро Орбини, „Деяния церковная и гражданская“ на Цезар Бароний и др. Ползва също български жития и грамоти на български царе. Тази част се състои от 7 глави, съчетаващи разказ за българските и сръбските царе, на светиите и славянските първоучители. Основното достойнство не е във фактологическата прецизност, а в подбора, който е направен така, че да се подчертае войнството и духовната възвишеност на българския народ.

### Послеслов
Това е най-кратката част на Историята и представлява авторски текст, който представя лични данни за Паисий („Не съм учил никак нито граматика, нито светски науки...“), изяснява мотивите, поради които е написал „История славянобългарска“ („Разяждаше ме постепенно ревност и жалост за моя български род, че няма наедно събрана история за преславните деяния от първите времена на нашия род, светци и царе“.) и дава сведения за ползваните източници („Аз, Паисия, йеромонах и проигумен хилендарски, събрах и написах, от руските прости речи преведох на българските и славянски прости речи... и в немска земя повече с това намерение ходих. Там намерих Маврубировата история за сърбите и българите“).

## Жанрова характеристика
„История славянобългарска“ е сборна творба, която преплита елементи на история, автобиография и публицистика. Произведението съчетава средновековни и ренесансови характеристики. Към средновековните може да се отнесе това, че Паисий разглежда българската история от Адам и Ева, преписва от други текстове, както и това, че прави аналогии с Библията. От друга страна присъстват и ренесансови елементи. Паисий заявява, че е автор и творец, нещо типично за ренесансовите автори. Пише на достъпен български език и налага собствени идеи за необходимостта от национално самосъзнание. Творбата носи силно полемичен характер. Паисий противопоставя българите на гърци и сърби, като изтъква превъзходството на първите, стремейки се да повдигне народностното им самочувствие.

## Чернова на Паисий
Написаната от Паисий Хилендарски чернова е запазена и се съхранява в мястото ѝ на написване - библиотеката на Зографския манастир в Света Гора, Атон.
През 1984 г. българските разузнавателни служби, ДС, подменят с копие оригиналната чернова и я изнасят в България, тъй като били убедени в злонамеренията на Гърция и гръцката монашеска общност спрямо текста по време на последните години на Студената война[източник? (Поискан днес)]. Подменената от Държавна сигурност чернова е открита в България в края на 90-те години. През 1998 г. по инициатива на президента Петър Стоянов, тя е върната отново в Зографския манастир.

## Преписи
Известни са близо седемдесет преписа на историята. Най-ранните преписи са:
- Първи Софрониев (известен и като Първи Котленски) препис от 1765 г.
- Самоковски препис от поп Алекси Велкович Попович, 1771 г.
- Рилски препис (известен още като Никифоров и Дриновски) от 1772 г. Завършен е в Рилския манастир от монах Никифор по Самоковския препис. Бил е притежание на Марин Дринов, който го отбелязва в свои публикации.
- Жеравненски препис (преди 1772 г.)
- Втори Софрониев (или Втори Котленски) препис – от 1781 г.
- Кованлъшки препис от 1783 г. Писан е от поп Стоян от с. Кованлък (Търновско).
- Еленски препис на Дойно Граматик от 1784 г.[1]
- Първи Русенски препис от Пантелeймон Хилендарец, завършен на 28 май 1809 г.[5]

Някои по-късни преписи са Рилска преправка от 1825 г.; два преписа от 1828 и 1845 г. от Сопот; Харитонова, Габровска поправка.
Преписи през 40-те години на XIX век:
- Стоянчо Ахтар и Кънчо Стоянович през лятото на 1844 г. Копието се съхранява в Църковния историко-архиологичеки музей в София. Преписът е съпътстван от лист с 8 изображения на средновековни монети и текст, имащ характера на писмо, написан от Спиридон Палаузов – български историк в Одеса, школуван историк;
- Петко Славейков;
- Христо Драганов;
- Драгия Ненов;
- Тодор Шишков;

Славейков е бил 15-годишен, а Шишков на 12 години. В края на XIX век тези хора са и разпространители на словото на Паисий.
- Ахтаровия препис на ахтарина Стоянчо Пенев – занаятчия;
- Препис на Кънчо Стоянович – бакалин;
- Два преписа на Славейков – учител;
- Препис на Т. Шишков;
- Белочерковски препис на поп Драгия Ненов;
- „Мердански“ препис, открит в девическия манастир на с. Мерданя;
- Чехларов препис – наречен е на името на Н.Чехларов от Търново, който го е предал в Софийската народна библиотека.

Преправен вариант на „История славянобългарска“ е отпечатан за първи път под името „Царственик или история болгарская“ през 1844 г. в Будим (западната част на Будапеща) от Христаки Павлович.

## Печатни издания
Първото печатно издание на пълния оригинален текст е подготвено от Йордан Иванов и публикувано през 1914 г. от БАН.
Книгата е многократно издавана на български език. През 1989 година издателството „Български писател“ пуска осемнадесетото издание на „История славянобългарска“; то е публикувано в превод на новобългарски език.
През 2003 г. университетското издателство „Св. Климент Охридски“ със съдействието на НИМ издава фототипно преписа белова, както и преведените от Петър Динеков текстове на новобългарски език.
„История славянобългарска“ е преведена на немски, гръцки, английски, полски, френски и украински през 2023 г. /като последното издание е публикувано в България през 2025 г./